# Albrecht von Roon
Albrecht Theodor Emil von Roon (Pleushagen, 30 aprile 1803 – Berlino, 23 febbraio 1879) è stato un militare e politico tedesco.
Assieme al cancelliere Otto von Bismarck e al generale von Moltke, contribuì alla nascita dell'Impero tedesco e all'affermazione della Germania come potenza europea Figura dominante del governo prussiano durante il decennio chiave di metà Ottocento, con una serie di guerre di successo contro Danimarca, Austria e Francia, portò al consolidamento della leadership prussiana in Europa. Conservatore e sostenitore della monarchia, egli fu tra i principali modernizzatori dell'efficienza dell'esercito prussiano nel XIX secolo.

## Biografia

### I primi anni
Roon nacque a Pleushagen, presso Kolberg (Kołobrzeg), in Pomerania. La sua famiglia era di origini fiamminghe e si era successivamente insediata in Pomerania. Il piccolo Albrecht fu cresciuto principalmente dalla madre, dato che suo padre, ufficiale dell'esercito prussiano, morì durante le guerre della quarta coalizione capitanata da Napoleone Bonaparte.
Una volta cresciuto Roon entrò nel corpo dei cadetti di Culm (Chełmno) nel 1816, dal quale nel 1818 procedette verso la scuola militare di Berlino e nel 1821 venne incluso nel 14° (3° Pomerania) reggimento acquartierato a Stargard, in Pomerania. Studiò all'accademia militare di Berlino dal 1824 al 1827. Nel 1826 venne trasferito nel 15º reggimento di Minden.
Spedito nel 1832 al quartier generale del corpo d'armata di Karl von Müffling, a Krefeld, rimase deluso dall'inefficienza dell'esercito di cui faceva parte; scrisse pertanto e pubblicò lo stesso anno un'opera in tre volumi, Grundzüge der Erd-, Völker- und Staatenkunde ("Principi di fisica, nazionalismo e geografia politica") in cui espresse i suoi pensieri raccogliendo un discreto successo.

### La carriera
Nel 1835 entrò nello Stato Maggiore generale tedesco ottenendo la promozione a capitano l'anno successivo e quella di maggiore nel 1842. Nel 1844, in qualità di tutore del principe Federico Carlo di Prussia, impartì a questo lezioni all'università di Bonn e lo accompagnò in vari viaggi. Le fortune di von Roon iniziarono dopo che domò la rivolta scoppiata nel Baden per conto del futuro Guglielmo I di Germania, nell'ambito della primavera dei popoli. Divenne tenente colonnello nel 1850, colonnello un anno dopo.

### La riforma dell'esercito: il "sistema"

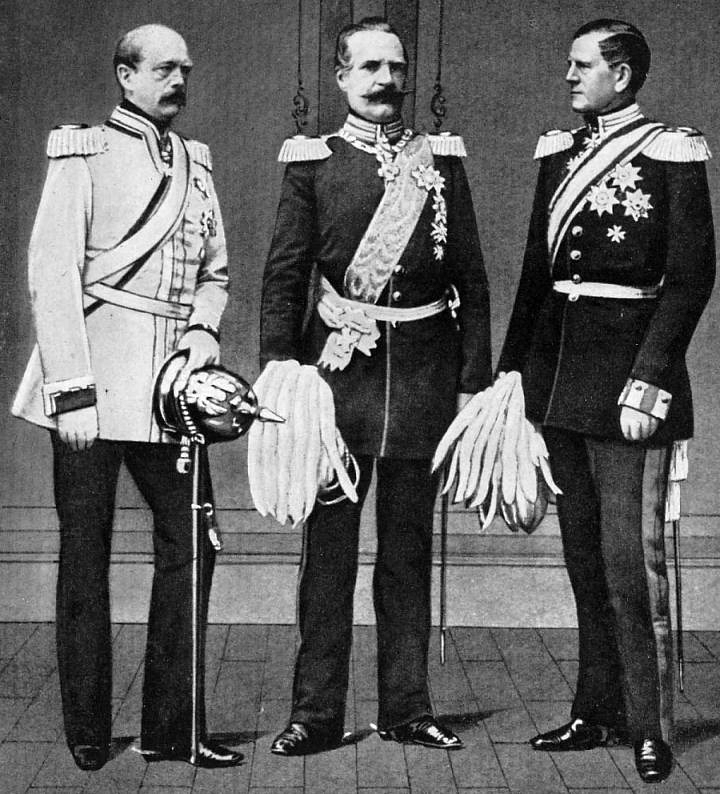
Roon, al centro, con Bismarck (a sinistra) e Moltke (a destra). I tre capi della Prussia negli anni '60 dell'Ottocento

Promosso maggiore generale nel 1856 e tenente generale nel 1859, Roon era stato assegnato sin dal 1850 a diversi comandi e ad importanti missioni. Il principe Guglielmo divenne reggente nel 1858 e nel 1859 decise di nominare Roon a membro della commissione istituita per riorganizzare l'esercito. Durante la Seconda guerra d'indipendenza italiana, Roon ottenne di mobilitare una divisione. Sul finire del 1859, pur essendo ancora uno dei più giovani tenenti generali dell'esercito prussiano, egli succedette ad Eduard von Bonin come ministro della guerra prussiano. Due anni più tardi, nel 1861, gli venne assegnato anche il ministero della marina.
Grazie al suo nuovo e prestigioso incarico, von Roon ottenne di poter riorganizzare l'esercito. Grazie anche all'approvazione di von Moltke ed Edwin von Manteuffel, prese il via la sua idea di una "nazione in armi", sulla scia del pensiero di Gerhard von Scharnhorst, e la conseguente istituzione di una riserva permanente (Landwehr) con compiti secondari ma che in caso poteva essere inglobata nell'esercito vero e proprio. Questa innovazione, che mobilitò una gran massa di uomini, gli valse l'odio della popolazione, anche se le vittorie della guerra austro-prussiana (1866) e della guerra franco-prussiana (1870 - 1871) placarono in parte le loro ire.

### Gli ultimi anni

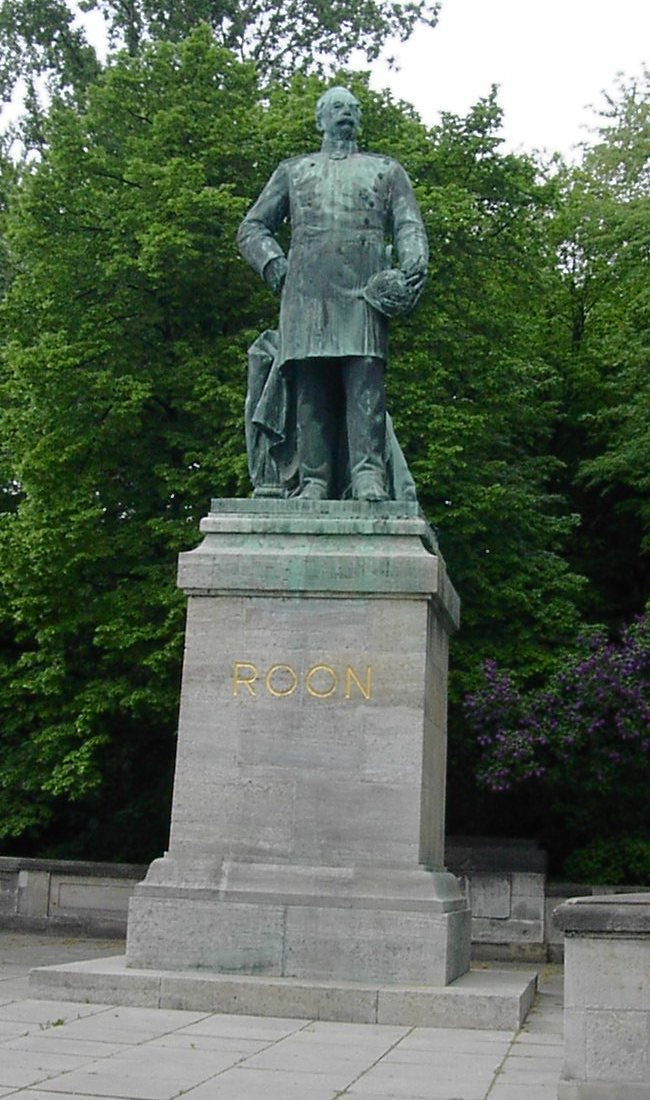
Statua al generale von Roon nel Tiergarten di Berlino.

Roon venne creato conte il 19 gennaio 1871, appena dopo che Moltke ebbe ricevuto il medesimo onore. Nel gennaio del 1873, egli succedette a Bismarck nella carica di primo ministro, ma problemi di salute lo costrinsero alle dimissioni già nel novembre dello stesso anno. Morì a Berlino il 23 febbraio 1879, non prima di essere stato nominato feldmaresciallo nel 1873. La sua salma riposa ancora oggi nella cripta della famiglia Roon al castello di Krobnitz, presso Görlitz..